# Калужский бор
Калу́жский бор — особо охраняемая природная территория, памятник природы федерального значения, лесной массив, расположенный на западе города Калуги между Яченским водохранилищем, рекой Окой, микрорайоном Анненки, деревней Черносвитино и рекой Яченкой.

## Описание
Калужский сосновый бор представляет собой уникальный участок южного варианта соснового леса с примесью широколиственных пород, это старовозрастной лес, сохранившийся в своих границах с XVII века. Возраст большинства сосен составляет 180—200 лет, а некоторых до 300 лет. Высота отдельных деревьев достигает 40 и более метров.
Общая площадь бора составляет 1044 га. В общем лесном массиве доминирует собственно сосновый лес, занимающий 78 % площади бора. Остальные 22 % заняты хвойно-широколиственными участками, в которых преобладают такие породы, как дуб, вяз, клён, липа, ясень, берёза и осина. Одной из особенностей леса является то, что на его территории произрастает сразу шесть типов бора: лещинный, травяной, зеленомошник, долгомошник, черничник и сфагновый, каждый со своим видом подроста и подлеска. На территории бора расположено 5 болот, наиболее известное из которых — Богоново болото площадью 6 га.
В бору произрастает свыше 500 видов растений. В подлеске преобладают лещина, ирга, бересклет бородавчатый, жимолость обыкновенная, черёмуха, рябина, калина, шиповник и малина. Среди травянистых растений встречаются редкие и находящиеся под угрозой исчезновения виды, например, медуница неясная, хохлатка Галлера, гусиные луки, купальница европейская, купена лекарственная, любка двулистная и зеленоцветная, пальчатокоренник Фукса (ятрышник Фукса) и пальчатокоренник пятнистый (ятрышник пятнистый), а также очень редкий плаун-баранец. Некоторые виды, например, пальчатокоренник балтийский, занесены в Красную книгу России.
Из представителей животного мира в бору встречаются лоси, кабаны, косули, куницы, лисы, зайцы и белки; в течение года в лесу можно увидеть до 60 видов птиц.
Лес разделён просеками на 24 квартала. Многие дороги и просеки сохранили свои исторические названия, например, Чёрные столбы, Смолокурская, Тихоновская, Лаврентьевская. Статус особо охраняемой природной территории присвоен лесу 12 мая 1991 года.

## История
Калужский бор известен человеку с древнейших времён. Археологические раскопки открыли в нём несколько неолитических стоянок, в которых сохранились орудия труда, изготовленные людьми каменного века. На территории бора обнаружены могильники славян-вятичей, населявших район Верхней Оки в 8-13 вв. н. э. Первое упоминание о нём как о «великолепном сосновом боре» датировано 1626 г. Однако уже задолго до этой даты жители Калуги использовали лес в качестве места отдыха и охотничьего угодья. По преданию, именно в Калужском бору, за р. Яченкой, был убит в 1610 году во время охоты на зайцев Лжедмитрий II. Во время церковного раскола бор служил убежищем для старообрядцев, которые устроили в нём тайное кладбище. Прятались в бору и разбойники, в связи с чем городская дума постановила в 1814 году выставить на дорогах в лесу сторожей. В начале 20 в. бор служил местом тайных сходок революционеров; в 1906 году в нём состоялись выборы Калужской организации РСДРП.
В 19 в. через Калужский бор проходила дорога, связывавшая Калугу с южными губерниями России. Русский философ-анархист П. А. Кропоткин, ездивший через лес в своё имение в с. Никольском, что близ Серенска, вспоминал:

За Калугою начинался тогда громадный сосновый бор. Целых семь вёрст приходилось ехать сыпучими песками; лошади и экипажи вязли в песке чуть ли не по ступицу, и эти семь вёрст до перевоза через Угру мы шли пешком. В моём детстве эти семь вёрст в сосновом бору, среди вековых сосен, соединены у меня с самыми счастливыми воспоминаниями. Все идут врассыпную, а я любил уходить один далеко вперёд. Громадные вековые сосны надвигаются со всех сторон. Где-нибудь в ложбине вытекает ключ холодной воды, кто-то оставил для прохожих берестяной ковшик, прикреплённый к расщеплённой палке. Напьёшься холодной воды и идёшь дальше, дальше — один, пока не выберешься из бора и экипажи не нагонят, выбравшись на лучшую дорогу. В этом лесу зародилась моя любовь к природе и смутное представление о бесконечной её жизни.— П. А. Кропоткин. Записки революционера

Есть сведения, что в конце 19 века одряхлевший сосновый бор, не приносивший дохода, городские власти хотели полностью вырубить. Однако жители Калуги, во главе с гласным городской думы Р. М. Жуковским и членом губернского лесоохранительного совета В. С. Сорокиным, не допустили сведения леса и добились значительного ограничения рубки. 
Приглашённый из Козельска опытный лесничий И. А. Предтеченский разработал новый способ восстановления лесных насаждений. С 1898 по 1916 г. под руководством лесничего М. В. Корзликовского соснами были засажены 224,8 десятины. После революции 1917 г. работу по восстановлению соснового бора продолжил А. А. Чеканов, проработавший лесничим более 30 лет.
Калужский бор был излюбленным местом отдыха русского учёного и философа, основателя космонавтики К. Э. Циолковского. Здесь, во время прогулок, на свежем воздухе он обдумывал свои идеи. По свидетельству А. А. Чеканова, особенно часто учёный бывал в 17, 22 и 23 кварталах бора, где росли только сосны. Циолковский подолгу сидел на пеньке, вглядывался вглубь леса и что-то записывал в записную книжку. Своему ученику А. Л. Чижевскому учёный рассказывал: «Я люблю большие русские просторы и моё одиночество в них. Люблю вот этот путь от города до бора. Идёшь — и никого… На просторе за городом я чувствую прилив того, что мы называем творчеством. Лучшие мои мысли всегда рождаются на вольном воздухе, дома я их только записываю, поправляю, совершенствую… Новые идеи всегда появляются на просторе, в полном одиночестве».

## Внешние медиафайлы
- Калуга Бор (2014) на YouTube